# لیدایر
لیدایر (به انگلیسی: LyddAir) یک شرکت هواپیمایی است که در تاریخ ۱۹۹۷ میلادی تأسیس شده است.
دفتر مرکزی لیدایر در اشفورد، انگلستان واقع شده‌است و به ۲ مقصد، پرواز مستقیم انجام می‌دهد.

## مقصدهای پروازی
مقصدهای پروازی ناوگان لیدایر به شرح زیر است (آوریل ۲۰۱۲):
| [Base] | قطب شرکت هواپیمایی |

| شهر      | کشور                | یاتا | ایکائو | فرودگاه                               |
| -------- | ------------------- | ---- | ------ | ------------------------------------- |
| لو توکه  | فرانسه              | LTQ  | LFAT   | فرودگاه له توکوئه - کوت دوپاله [Base] |
| لید، کنت | بریتانیا · انگلستان | LYX  | EGMD   | فرودگاه لید [Base]                    |

## ناوگان هوایی
ناوگان هوایی ناوگان لیدایر به شرح زیر است (آوریل ۲۰۱۵):